# Rain Is Falling
Singles de Electric Light Orchestra
Here Is the News / Ticket to the Moon
(1981) The Way Life's Meant to Be
(1982)
Pistes de Time
Another Heart Breaks From the End of the World
Rain Is Falling est une chanson d'Electric Light Orchestra tirée de l'album Time, sorti en 1981. Elle est également parue en single aux États-Unis l'année suivante, avec Another Heart Breaks en face B, et atteignit la 101e place.